# Klassiek Maya

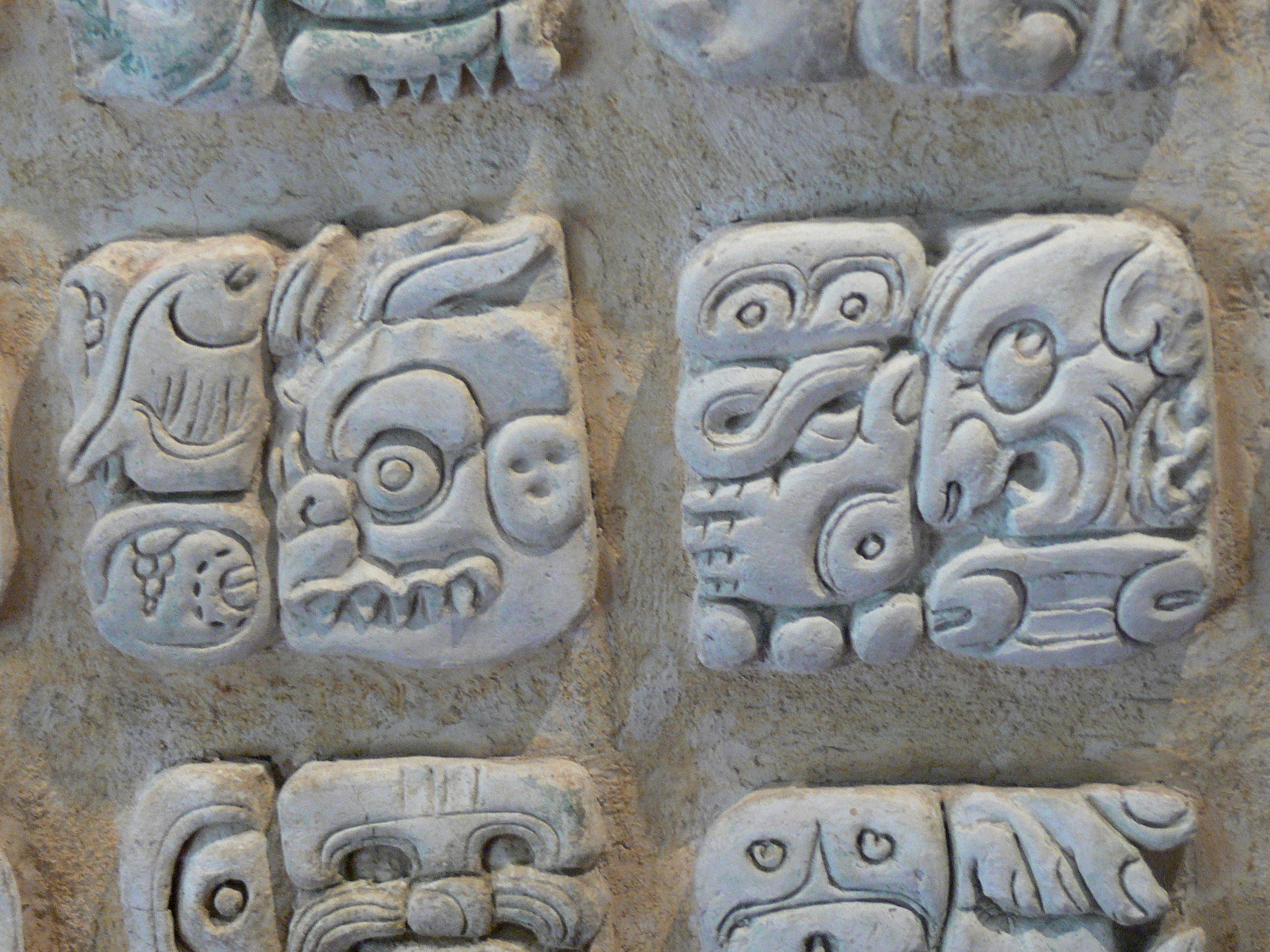
Maya-hiërogliefen

Het Klassiek Maya is een dode taal die in het verleden gesproken werd door de Maya's.
Voor het begrip van het Klassiek Maya, dat wil zeggen het Maya overgeleverd in het hiërogliefenschrift van de Klassieke Periode (200-900 na Chr.), is het hiërogliefen-abecedarium van Diego de Landa onontbeerlijk geweest. Dit 'Maya-alfabet' is, zoals Joeri Knorozov heeft duidelijk gemaakt, in werkelijkheid een zeer beperkte lettergrepenlijst gemodelleerd naar ons alfabet. Het Klassiek-Mayaans was dus een echt, overwegend syllabisch schrift, zij het met een aanzienlijk bestanddeel van woordtekens (logogrammen). Dit inzicht is doorslaggevend geweest voor de grote vorderingen die de afgelopen decennia in het ontcijferingswerk gemaakt zijn. Beweringen dat het schrift nu (2008) zo goed als ontcijferd zou zijn, dienen echter met een flinke korrel zout genomen te worden.
Het Maya van de Klassieke Periode is de oudste bekende taal van de Maya-taalfamilie. De meeste voor-Spaanse teksten (voornamelijk inscripties aangetroffen in Mayaanse tempelsteden en opschriften op aardewerkschilderingen) zijn in het Klassiek-Mayaans gesteld, naar men aanneemt een Cholaanse taal, het meest verwant aan het huidige Ch'ol en Ch'orti'. Deze schrifttaal beantwoordde niet noodzakelijk aan de omgangstaal ter plaatse.
Klassiek Maya heeft een VSO-volgorde, dus met een overwegende volgorde van werkwoord + onderwerp + lijdend voorwerp, en is het ergatief, een eigenaardigheid in het gebruik van de persoonlijke voornaamwoorden bij overgankelijke en onovergankelijke werkwoorden. Na de Klassieke Periode zijn uit het Klassiek Maya geleidelijk het huidige Ch'ol, Ch'orti', en Chontal ontstaan.
Het Mayaanse hiërogliefenschrift stamt af van een veel primitiever Olmeeks schrift dat nog niet gelezen kan worden.